# A&G NEXT STEP HOOOOPE!
『A&G NEXT STEP HOOOOPE!』（エーアンドジー ネクスト ステップ ホープ）は、超!A&G+で2023年4月3日から2025年3月27日まで配信されていた簡易動画付きインターネットラジオ番組。

## 概要
月曜日から木曜日までの帯番組。HOP!STEP!JUMP!と今後の飛躍が期待される4人のホープ（A&G期待の新人声優） が、JUMPへつながるSTEPとなるよう、色々なことにチャレンジしながら楽しい時間をお届けしていく動画付き生配信プログラム。新人女性声優主体の超!A&G+の平日ベルト番組としては、2022年9月まで配信された『A&G NEXT ICON 超!CUE!&A』の後継にあたる。
番組開始から2025年3月までは超!A&G+で配信されていたが、超!A&G+のサービス終了に伴い、2025年4月からはYouTube「文化放送エクステンドチャンネル」にて、各パーソナリティーが毎月一回の生配信を行う形式となる。

### パーソナリティ
|    | パーソナリティ | 愛称                     | 生年月日      | 所属事務所                       |
| -- | -------------- | ------------------------ | ------------- | -------------------------------- |
| 月 | 村上まなつ     | まなてぃ、ボル姉         | 8月24日       | アライズプロジェクト             |
| 火 | 羊宮妃那       | みゃーたん、めぇーちゃん | 2000年3月26日 | 青二プロダクション               |
| 水 | 伊駒ゆりえ     | ごまちゃん               | 2月24日       | 81プロデュース                   |
| 木 | 水野朔         | さくぴ、大人クール女子   | 1999年9月29日 | ソニー・ミュージックアーティスツ |

### 配信時間
- 2023年4月3日 - 
原則生配信、パーソナリティのスケジュールにより事前収録の場合あり。2023年10月は火曜日のみ収録配信。
月曜日 - 木曜日 20:00 - 21:00

### YouTube 文化放送A&G メンバーシップ 会員限定動画
2023年6月19日より、YouTubeの公式チャンネル「文化放送A&G メンバーシップ」にて、楽曲使用部分を除く本番組の全編アーカイブが配信されている（更新は放送翌日）。さらに会員限定で本編の後の5～10分程度のおまけ放送を視聴することができる。アーカイブは配信後3ヶ月間視聴可能。月額790円で、本番組以外でも一部A&Gの番組のアーカイブを視聴することができる。
2025年3月、超!A&G+のサービス終了に伴い4月末をもって閉鎖することが決まった。

### CM
本番組は文化放送の地上波と超!A&G+で放映される通常のCMの他に、番組内でのみ配信される各曜日のCMが存在する。毎日、自分の曜日以外の3曜日のCMが流れ、内容は自分の担当曜日のコーナーに基づいたものなどになっている。番組内CMは1か月ごとに更新される。

## ゲスト

### 月曜日
- 第31回(2023年11月06日) 宮原颯希
- 第84回(2024年11月11日) 若山詩音

### 火曜日
- 第31回(2023年11月07日) 村上まなつ
- 第41回(2024年01月16日) あたらよ

### 水曜日
- 第24回(2023年09月13日) 大久保瑠美

### 木曜日
- 第53回(2024年04月25日) 星希成奏
- 第80回(2024年10月24日) キタニタツヤ
- 第96回(2025年02月13日) 矢野妃菜喜

## イベント
- 『A&G NEXT STEP HOOOOPE! 1st MEEEETING!【DAY1】』（二部制）

開催日：2023年10月14日
出演者：村上まなつ、羊宮妃那
会場：ベルサール御成門駅前
- 『A&G NEXT STEP HOOOOPE! 1st MEEEETING!【DAY2】』（二部制）

開催日：2023年11月12日
出演者：伊駒ゆりえ、水野朔
会場：ベルサール御成門駅前
- 『A&G NEXT STEP HOOOOPE! 2nd MEEEETING!【DAY1】』（三部制）

開催日：2025年2月8日
出演者：村上まなつ、羊宮妃那
会場：東京芸術センター 天空劇場
- 『A&G NEXT STEP HOOOOPE! 2nd MEEEETING!【DAY2】』（三部制）

開催日：2025年2月22日
出演者：伊駒ゆりえ、水野朔
会場：玉川区民会館 玉川せせらぎホール

## 配信休止

### 月曜日
- 2023年9月4日の配信は、村上が新型コロナウイルス罹患のため配信休止。前週のリピート配信となった[8]。

### 火曜日
- 2023年9月26日の配信のオープニングトーク中に羊宮が体調不良を訴えたため配信が中断、そのまま配信休止となった（配信回数にも含まれていない）[9]。
- 2025年2月25日の配信は、羊宮の体調不良のため配信休止。前週のリピート配信となった[10]。

### 木曜日
- 2023年12月28日の配信は、水野の体調不良のため配信休止。前週のリピート配信となった[11]。
- 2024年1月18日の配信は、水野がインフルエンザ罹患のため配信休止。前週のリピート配信となった[12]。

## 特番
- 『A&G NEXT STEP HOOOOPE! メンバーシップ開設記念生配信特番』

YouTubeにて、2023年6月23日の20:00 - 21:00頃まで配信された、キャスト4人全員初顔合わせの生配信特番。